# Galve (kommunhuvudort)
Galve är en kommunhuvudort i Spanien.   Den ligger i provinsen Provincia de Teruel och regionen Aragonien, i den östra delen av landet, 240 km öster om huvudstaden Madrid. Galve ligger 1 198 meter över havet och antalet invånare är 137.
Terrängen runt Galve är huvudsakligen kuperad, men västerut är den platt. Galve ligger nere i en dal. Runt Galve är det mycket glesbefolkat, med 2 invånare per kvadratkilometer. Närmaste större samhälle är Escucha, 16,6 km norr om Galve. Omgivningarna runt Galve är i huvudsak ett öppet busklandskap.